# Villeneuve-sur-Conie
Villeneuve-sur-Conie là một xã trong tỉnh Loiret, vùng Centre-Val de Loire bắc trung bộ nước Pháp.